# Ciénaga
Ciénaga – miasto w północnej Kolumbii, nad Morzem Karaibskim, liczące około 104,5 tys. mieszkańców.